# Carla Brait
Carla Brait (Roma, 1º settembre 1950) è un'attrice, ballerina e showgirl italiana che è stata attiva in cinema e televisione fra gli anni sessanta e gli anni novanta.

## Biografia
Figlia di padre afroamericano e madre italiana, inizia a lavorare a teatro con Gino Bramieri. Debutta al cinema nel 1968 nello spaghetti western di Osvaldo Civirani T'ammazzo!... Raccomandati a Dio. Nel 1971 presenta assieme a Enzo Cerusico, Giuditta Saltarini e Luisa De Santis lo show televisivo Su di giri — su testi, fra gli altri, di Giancarlo Guardabassi e con la regia di Lino Procacci — trasmesso dalla Rai.
Nel 1975, assieme a Gianni Nazzaro, Pippo Baudo, Lino Banfi e Solvi Stübing, gira per le città d'Italia in uno spettacolo itinerante sotto un tendone, intitolato Alle nove sotto casa, per la regia di Giancarlo Nicotra.
Nel 1976 è fra gli interpreti del film di Adriano Celentano Yuppi du. È stata spesso impiegata — come caratterista o come ballerina — in film di genere: musicarelli, spaghetti western, cinema horror, commedia erotica all'italiana e poliziotteschi.
Fra i suoi film più noti i gialli Perché quelle strane gocce di sangue sul corpo di Jennifer? (1972) di Giuliano Carnimeo, I corpi presentano tracce di violenza carnale (1973) di Sergio Martino e la commedia erotica La cameriera nera (1976) di Mario Bianchi. Nel 2000 è apparsa in un paio di episodi della miniserie Linda e il brigadiere.

## Filmografia
- T'ammazzo!... Raccomandati a Dio, regia di Osvaldo Civirani (1968)
- Ma che musica maestro, regia di Mariano Laurenti (1971)
- Blindman, regia di Ferdinando Baldi (1971)
- ...e si salvò solo l'Aretino Pietro, con una mano davanti e l'altra dietro..., regia di Silvio Amadio (1972)
- Valeria dentro e fuori, regia di Brunello Rondi (1972)
- L'etrusco uccide ancora, regia di Armando Crispino (1972)
- Perché quelle strane gocce di sangue sul corpo di Jennifer?, regia di Giuliano Carnimeo (1972)
- I corpi presentano tracce di violenza carnale, regia di Sergio Martino (1973)
- L'erotomane, regia di Marco Vicario (1974)
- Nucleo centrale investigativo – serie TV, episodio Casella postale 323 (1974)
- Colpo in canna, regia di Fernando Di Leo (1975)
- Yuppi du, regia di Adriano Celentano (1975)
- La cameriera nera, regia di Mario Bianchi (1976)
- 1990 - I guerrieri del Bronx, regia di Enzo G. Castellari (1982)
- Fuga dal Bronx, regia di Enzo G. Castellari (1983)
- Linda e il brigadiere – serie TV, episodi 3x01-3x04 (2000)